# حاجی‌قروند
حاجی‌قروند (به لاتین: Hacıqərvənd) یک منطقه مسکونی در جمهوری آذربایجان است که در شهرستان ترتر واقع شده است. حاجی‌قروند ۲۵۹۲ نفر جمعیت دارد.